# جوان هيو
جوان هيو هي فارسة سباق جورجية، ولدت في 1960.

## وصلات خارجية
- جوان هيو على موقع الاتحاد الدولي للفروسية (الإنجليزية)
- جوان هيو على موقع FEI (رابط بديل) (الإنجليزية)